# Atletisme als Jocs Olímpics d'Estiu de 1928 - llançament de disc masculí
El llançament de disc masculí va ser una de les proves del programa d'atletisme disputades durant els Jocs Olímpics d'Amsterdam de 1928. La prova es va disputar l'1 d'agost de 1928 i hi van prendre part 34 atletes de 19 nacions diferents.

## Medallistes
| Or               | Plata             | Bronze             |
| Bud Houser (USA) | Antero Kivi (FIN) | James Corson (USA) |

## Rècords
Aquests eren els rècords del món i olímpic que hi havia abans de la celebració dels Jocs Olímpics de 1928.
| Rècord del Món | 48,20 m  | Bud Houser | Palo Alto (USA) | 2 abril 1926   |
| Rècord Olímpic | 46,155 m | Bud Houser | París (FRA)     | 13 juliol 1924 |

James Corson va establir un nou rècord olímpic en la segona ronda de la classificació amb un llançament de 47,00 metres. En la tercera ronda Bud Houser va batre el rècord olímpic amb 47,32 metres.

## Resultats
Els sis millors llançadors es van classificar per a la final. L'ordre de llançament no està disponible i les sèries de llançament només estan disponibles per als sis millors llançadors. La final es va celebrar el mateix dia i va començar cap a les 14.00 h.
| Pos. | Atleta                 | Nació          | 1          | 2          | 3          | 4                   | 5                   | 6                   | Distància | Notes |
| ---- | ---------------------- | -------------- | ---------- | ---------- | ---------- | ------------------- | ------------------- | ------------------- | --------- | ----- |
| 1    | Bud Houser             | Estats Units   | X          | X          | 47.32 RO   | 45.00               | 46.50               | 43.00               | 47.32     | RO    |
| 2    | Antero Kivi            | Finlàndia      | 45.30      | 45.00      | 45.79      | 46.00               | 47.23               | 42.00               | 47.23     |       |
| 3    | James Corson           | Estats Units   | 44.50      | 47.00 RO   | 45.00      | 45.40               | 46.50               | 47.10               | 47.10     |       |
| 4    | Harald Stenerud        | Noruega        | 43.00      | 44.82      | 43.00      | 43.50               | 42.00               | 45.80               | 45.80     |       |
| 5    | John Anderson          | Estats Units   | 43.50      | 44.25      | 43.00      | 44.50               | 44.87               | 43.00               | 44.87     |       |
| 6    | Eino Kenttä            | Finlàndia      | 44.17      | 42.00      | 43.80      | 40.50               | 41.10               | 42.00               | 44.17     |       |
| 7    | Ernst Paulus           | Alemanya       | Desconegut | Desconegut | Desconegut | No passa a la final | No passa a la final | No passa a la final | 44.15     |       |
| 8    | Johan Trandem          | Noruega        | Desconegut | Desconegut | Desconegut | No passa a la final | No passa a la final | No passa a la final | 43.97     |       |
| 9    | Fred Weicker           | Estats Units   | Desconegut | Desconegut | Desconegut | No passa a la final | No passa a la final | No passa a la final | 43.81     |       |
| 10   | Gustav Kalkun          | Estònia        | Desconegut | Desconegut | Desconegut | No passa a la final | No passa a la final | No passa a la final | 43.09     |       |
| 11   | Heikki Taskinen        | Finlàndia      | Desconegut | Desconegut | Desconegut | No passa a la final | No passa a la final | No passa a la final | 43.00     |       |
| 12   | Jānis Jordāns          | Letònia        | Desconegut | Desconegut | Desconegut | No passa a la final | No passa a la final | No passa a la final | 42.78     |       |
| 13   | Ketil Askilt           | Noruega        | Desconegut | Desconegut | Desconegut | No passa a la final | No passa a la final | No passa a la final | 42.57     |       |
| 14   | Hermann Hänchen        | Alemanya       | Desconegut | Desconegut | Desconegut | No passa a la final | No passa a la final | No passa a la final | 42.08     |       |
| 15   | Arturo Conturbia       | Suïssa         | Desconegut | Desconegut | Desconegut | No passa a la final | No passa a la final | No passa a la final | 41.90     |       |
| 16   | Kálmán Egri            | Hongria        | Desconegut | Desconegut | Desconegut | No passa a la final | No passa a la final | No passa a la final | 41.89     |       |
| 17   | István Donogán         | Hongria        | Desconegut | Desconegut | Desconegut | No passa a la final | No passa a la final | No passa a la final | 41.78     |       |
| 18   | Józef Baran-Bilewski   | Polònia        | Desconegut | Desconegut | Desconegut | No passa a la final | No passa a la final | No passa a la final | 41.77     |       |
| 19   | Albino Pighi           | Itàlia         | Desconegut | Desconegut | Desconegut | No passa a la final | No passa a la final | No passa a la final | 41.42     |       |
| 20   | František Douda        | Txecoslovàquia | Desconegut | Desconegut | Desconegut | No passa a la final | No passa a la final | No passa a la final | 41.19     |       |
| 21   | Kálmán Marvalits       | Hongria        | Desconegut | Desconegut | Desconegut | No passa a la final | No passa a la final | No passa a la final | 41.17     |       |
| 22   | Jules Noël             | França         | Desconegut | Desconegut | Desconegut | No passa a la final | No passa a la final | No passa a la final | 40.23     |       |
| 23   | Camillo Zemi           | Itàlia         | Desconegut | Desconegut | Desconegut | No passa a la final | No passa a la final | No passa a la final | 39.95     |       |
| 24   | Gerrit Eijsker         | Països Baixos  | Desconegut | Desconegut | Desconegut | No passa a la final | No passa a la final | No passa a la final | 39.80     |       |
| 25   | Hans Hoffmeister       | Alemanya       | Desconegut | Desconegut | Desconegut | No passa a la final | No passa a la final | No passa a la final | 39.17     |       |
| 26   | Héctor Benaprés        | Xile           | Desconegut | Desconegut | Desconegut | No passa a la final | No passa a la final | No passa a la final | 38.18     |       |
| 27   | Ichiro Furuyama        | Japó           | Desconegut | Desconegut | Desconegut | No passa a la final | No passa a la final | No passa a la final | 37.89     |       |
| 27   | Ion David              | Romania        | Desconegut | Desconegut | Desconegut | No passa a la final | No passa a la final | No passa a la final | 37.49     |       |
| 29   | Raoul Paoli            | França         | Desconegut | Desconegut | Desconegut | No passa a la final | No passa a la final | No passa a la final | 36.82     |       |
| 30   | Yoshio Okita           | Japó           | Desconegut | Desconegut | Desconegut | No passa a la final | No passa a la final | No passa a la final | 36.38     |       |
| 31   | Gerrit Postma          | Països Baixos  | Desconegut | Desconegut | Desconegut | No passa a la final | No passa a la final | No passa a la final | 35.94     |       |
| 32   | Fred Zinner            | Bèlgica        | Desconegut | Desconegut | Desconegut | No passa a la final | No passa a la final | No passa a la final | 34.35     |       |
| 33   | Jesús Aguirre          | Mèxic          | Desconegut | Desconegut | Desconegut | No passa a la final | No passa a la final | No passa a la final | 33.21     |       |
| 34   | Dimitrios Karabatis    | Grècia         | Desconegut | Desconegut | Desconegut | No passa a la final | No passa a la final | No passa a la final | 31.87     |       |
| —    | António Cardoso        | Portugal       | DNS        | DNS        | DNS        | DNS                 | DNS                 | DNS                 | DNS       |       |
| —    | Léon Courtejaire       | França         | DNS        | DNS        | DNS        | DNS                 | DNS                 | DNS                 | DNS       |       |
| —    | Alfonso de Gortari     | Mèxic          | DNS        | DNS        | DNS        | DNS                 | DNS                 | DNS                 | DNS       |       |
| —    | Vladimir Manojilović   | Iugoslàvia     | DNS        | DNS        | DNS        | DNS                 | DNS                 | DNS                 | DNS       |       |
| —    | A. Nollen              | Països Baixos  | DNS        | DNS        | DNS        | DNS                 | DNS                 | DNS                 | DNS       |       |
| —    | Daniel Pierre          | França         | DNS        | DNS        | DNS        | DNS                 | DNS                 | DNS                 | DNS       |       |
| —    | Vilhelms Rozenbergs    | Letònia        | DNS        | DNS        | DNS        | DNS                 | DNS                 | DNS                 | DNS       |       |
| —    | Pál Toth               | Hongria        | DNS        | DNS        | DNS        | DNS                 | DNS                 | DNS                 | DNS       |       |
| —    | Paavo Yrjölä           | Finlàndia      | DNS        | DNS        | DNS        | DNS                 | DNS                 | DNS                 | DNS       |       |
| —    | Georgios Zacharopoulos | França         | DNS        | DNS        | DNS        | DNS                 | DNS                 | DNS                 | DNS       |       |